# Matt Gonzalez
Matt Gonzalez (1 de junho de 1994) é um jogador de rugby australiano, que joga na posição de back.

## Carreira
Gonzalez nasceu em Baulkham Hills e começou a jogar rúgbi aos sete anos. Ele jogou pelo Eastwood Rugby Club quando eles ganharam o Shute Shield em 2015. Ele é personal trainer de profissão.
Ele fez sua estreia no sevens pela Austrália na etapa de Cingapura da World Series Sevens em abril de 2022. Ele competiu pela Austrália nos Jogos da Commonwealth de 2022 em Birmingham, Inglaterra. Em abril de 2024, ele sofreu uma lesão no cotovelo que ameaçou encerrar sua campanha olímpica. Ele acabou fazendo parte da equipe australiana para as Olimpíadas de Verão em Paris.